# Tisífono de Feras
Tisífono foi um tirano de Feras, na Tessália.
Tisífono e Licofrão eram irmãos de Tebe, esposa de Alexandre, tirano de Feras.
Tebe  planejou o assassinato de Alexandre; Xenofonte dá dois motivos: em uma versão, foi porque Alexandre tinha um favorito, e a esposa pediu para ele ser solto, mas Alexandre o matou; outra versão seria que Alexandre teria procurado a esposa de Jasão, em Tebas, para se casar com ela, porque a sua esposa não tinha filhos.
Tebe reportou aos irmãos Tisífono e Licofrão que Alexandre pretendia matá-los, fez Alexandre se embriagar e dormir, e praticamente forçou os irmãos a matarem Alexandre enquanto ele dormia.
Segundo Xenofonte, Tisífono foi então escolhido para governar Feras, por ser o mais velho.
Segundo Diodoro Sículo, no início os irmãos foram aclamados como tiracinidas, mas em seguida corromperam os mercenários e se estabeleceram como tiranos, matando os opositores; para se livrar dos tiranos, uma facção dos tessálios chamada de aleuadas pediu ajuda do rei da Macedônia, Filipe (mais tarde aclamado como Filipe, o Grande), que libertou a Tessália dos tiranos, o que fez com que a Tessália fosse, daí em diante, uma nação confederada de Felipe e seu filho Alexandre.